# Monika Buch
Monika Buch (València, 5 de març de 1936) és una artista valenciana.

## Biografia
La seua família provenia d'Halle an der Saale i es va traslladar a València a finals del segle xix.
Va estudiar tant a Espanya com Alemanya, on va viure fugint de la Guerra civil, assentant-se en el municipi de Bad Godesberg. Va fer els estudis superiors a Alemanya Federal, als anys 50. Va ser l'única espanyola que va estudiar a l'Hochschule für Gestaltung de Ulm, l'escola hereva directa de la Bauhaus, on rebé el guiatge de Max Bill, Hélène Nonne Schmidt, Hermann von Baravalle i Tomás Maldonado, i on forjà el seu personal llenguatge plàstic, que l'ha fet referent de l'art òptic i cinètic del segle xx.
En 1959 abandona l'HfG d'Ulm i se centra en el disseny de joguets en la fàbrica ADO, assentada als Països Baixos.
A partir de 1972 es dedica plenament a la seua vessant com a artista, realitzant investigacions sobre la interrelació forma-color, i fixa la seva residència entre Utrecht i Paterna. Centrada en l'abstracció geomètrica, la seva trajectòria creativa no és lineal i pren i reprèn idees anteriors per seguir progressant en la seva recerca i en els resultats plàstics que en deriven.
L'any 2018 s'inaugurà l'exposició Monika Buch. Trajectòria 1956/2018 a la Fundació Chirivella Soriano, de la ciutat de València, amb més d'un centenar d'obres que resseguien la seva trajectòria artística. L'any 2019 es pogué veure a la Casa de Cultura del Port de Sagunt. El març de 2020 presentà al Museo Francisco Sobrino, de Guadalajara, l'exposició Combinatoria Modular Monika Buch, amb 26 originals de les diferents etapes de la seva carrera.